# Pierre Versteegh
Pierre Versteegh (neerlandès: Pierre Marie Robert Versteegh)  (Kedungbanteng, 6 de juny de 1888 - Camp de concentració de Sachsenhausen, 3 de maig de 1942) va ser un militar i genet neerlandès que va prendre part en els Jocs Olímpics de 1928 i 1936.
Als Jocs d'Amsterdam de 1928 va guanyar la medalla de bronze en la prova de doma per equips, amb el cavall  His Excellence II, mentre en la prova de doma individual fou novè. Als Jocs de Berlín de 1936 tornà a disputar dues proves del programa d'hípica. Fou cinquè en la doma per equips i vuitè en la doma individual, en ambdues proves amb el cavall Ad Astra.
Com a militar el 1906 entrà a la Reial Acadèmia Militar de Breda. El 1909 fou nomenat sotstinent, el 1925 capità i el 1936 major. Amb l'ocupació alemanya dels Països Baixos, el 1940, fou ascendit a tinent coronel i amb la rendició neerlandesa entrà a formar part de la resistència. El 2 de maig de 1941 fou arrestat i poc després condemnat a mort. Fou executat, juntament amb d'altres membres de la resistència el 3 de maig de 1942 al camp de concentració de Sachsenhausen.